# Nastri d'argento 1970
Els Nastri d'argento 1970 foren la 25a edició de l'entrega dels premis Nastro d'Argento (Cinta de plata) que va tenir lloc el 1970.

## Guanyadors

### Millor productor
- Alberto Grimaldi - pel conjunt de la seva producció
- Franco Cristaldi - La tenda rossa

### Millor director
- Luchino Visconti - La caduta degli dei
- Marco Ferreri - Dillinger è morto
- Federico Fellini - Fellini Satyricon

### Millor argument original
- Marco Ferreri - Dillinger è morto
- Luigi Magni - Nell'anno del Signore
- Fabio Carpi, Jaja Fiastri, Ruggero Maccari, Dino Risi i Bernardino Zapponi - Vedo nudo
- Enrico Medioli, Nicola Badalucco i Luchino Visconti - La caduta degli dei

### Millor guió
- Fabio Carpi i Nelo Risi - Diario di una schizofrenica
- Luigi Magni - Nell'anno del Signore
- Enrico Medioli, Nicola Badalucco i Luchino Visconti - La caduta degli dei

### Millor actor protagonista
- Nino Manfredi - Nell'anno del Signore
- Ugo Tognazzi - Il commissario Pepe
- Carmelo Bene - Nostra Signora dei Turchi

### Millor actriu protagonista
- Paola Pitagora - Senza sapere niente di lei
- Anna Maria Guarnieri - Come l'amore

### Millor actriu no protagonista
- no atorgat
- Elsa Martinelli - L'amica
- Lucia Bosè - Fellini Satyricon

### Millor actor no protagonista
- Fanfulla - Fellini Satyricon (ex aequo)
- Umberto Orsini - La caduta degli dei (ex aequo)
- Alberto Sordi - Nell'anno del Signore

### Millor banda sonora
- Ennio Morricone - Metti, una sera a cena
- Vittorio Gelmetti - Sotto il segno dello scorpione
- Nino Rota - Fellini Satyricon

### Millor fotografia en blanc i negre
- Vittorio Storaro - Giovinezza giovinezza
- Luciano Tovoli - Come l'amore

### Millor fotografia en color
- Giuseppe Rotunno - Fellini Satyricon
- Armando Nannuzzi i Pasqualino De Santis - La caduta degli dei
- Alessandro D'Eva - Il giovane normale

### Millor vestuari
- Danilo Donati - Fellini Satyricon
- Piero Gherardi - Infanzia, vocazione e prime esperienze di Giacomo Casanova, veneziano
- Piero Tosi - La caduta degli dei

### Millor escenografia
- Danilo Donati i Luigi Scaccianoce - Fellini Satyricon
- Piero Gherardi - Infanzia, vocazione e prime esperienze di Giacomo Casanova, veneziano
- Vincenzo Del Prato - La caduta degli dei

### Millor pel·lícula estrangera
- John Schlesinger – Cowboy de mitjanit (Midnight Cowboy)
- Luis Buñuel - La Voie Lactée
- Costa-Gavras - Z

### Millor curtmetratge
- Bruno Bozzetto - Ego

### Millor productor de curtmetratge
- Guido Guerrasio - pel conjunt de la seva producció